# Vimines
Vimines est une commune française située dans le département de la Savoie, en région Auvergne-Rhône-Alpes.
Elle est située à l'ouest de l'agglomération de Chambéry, sur le versant est de la chaîne de l'Épine.

## Géographie

### Situation

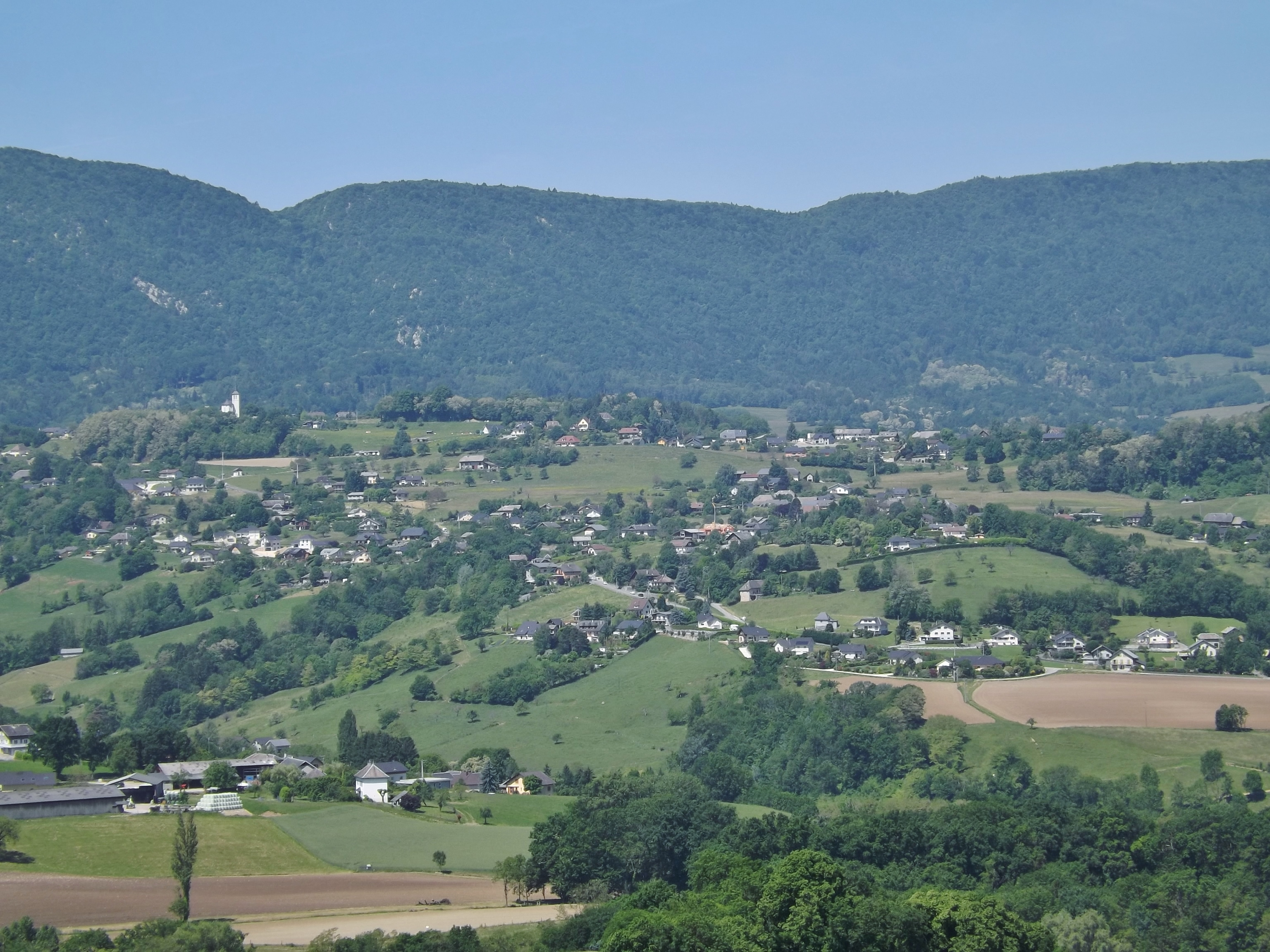
Vimines vue depuis Montagnole.

Vimines est une commune de 1 423 hectares située à 6 km au sud-ouest de Chambéry, préfecture du département de la Savoie.
Elle est composée d'un chef-lieu et de plusieurs hameaux et lieux-dits répartis sur les premiers reliefs de la chaîne de l'Épine, chaînon méridional du massif du Jura, ce qui lui vaut une altitude minimale de 320 mètres contre 245 mètres pour Chambéry.
En outre, le territoire de la commune s'étend jusqu'à la crête du massif de l’Épine, lui conférant ainsi un dénivelé de plus de 1 000 mètres, pour une altitude maximale de 1 378 mètres.

### Communes limitrophes
La commune de Vimines n’a pas de limite partagée avec celle de Chambéry, les deux communes étant séparées par celle de Cognin (au nord-est). Elle possède en outre une limite avec Saint-Cassin dans le massif de la Chartreuse, Saint-Sulpice sur le versant est de la chaîne de l'Épine, et Saint-Thibaud-de-Couz dans le val de Couz. Pour l’autre versant de l’Épine, la principale commune limitrophe est Aiguebelette-le-Lac, mais Vimines connaît également une courte limite commune avec Lépin-le-Lac et Attignat-Oncin.
| Aiguebelette-le-Lac          | Saint-Sulpice         | Cognin               |
| Aiguebelette-le-Lac          | Vimines               | Cognin, Saint-Cassin |
| Lépin-le-Lac, Attignat-Oncin | Saint-Thibaud-de-Couz | Saint-Cassin         |

### Hydrographie
Le territoire de la commune est bordé par l'Hyères au sud-est, un affluent de la Leysse.

### Voies de communication et transports

#### Voies routières
L'accès principal pour se rendre sur la commune de Vimines est la D 1006 (ex-nationale 6). La route, axe principal venant de Lyon et rejoignant l’Italie via le col du Mont-Cenis, longe Vimines au niveau de sa limite commune avec Saint-Cassin dans le val de Couz, du sud-ouest au nord-est. Elle passe ainsi en contrebas  du chef-lieu et des principaux hameaux, situés plus hauts sur les reliefs du massif de l'Épine. Des routes départementales et communales permettent donc de rejoindre directement les zones habitées de la commune au départ de la D 1006.
Côté autoroutier, l'autoroute A43 liant Lyon aux vallées alpines passe par Aiguebelette-le-Lac à l'ouest de l’Épine, et la Motte-Servolex et Chambéry à l'est. L'autoroute traverse la chaîne à environ 3 km au nord de Vimines.

#### Transport ferroviaire
La commune de Vimines voit passer la ligne de Saint-André-le-Gaz à Chambéry reliant notamment Lyon à Chambéry via le nord-Isère. La ligne est toutefois couverte sur l’ensemble du territoire car son passage sur la commune correspond à la majeure partie du Tunnel ferroviaire de l’Épine dont l’entrée du versant est débute, à quelques mètres près, au niveau de l'entrée dans la commune (en arrivant de Chambéry). L'entrée ouest se situe pour sa part sur la commune d'Aiguebelette-le-Lac.

##### Bus

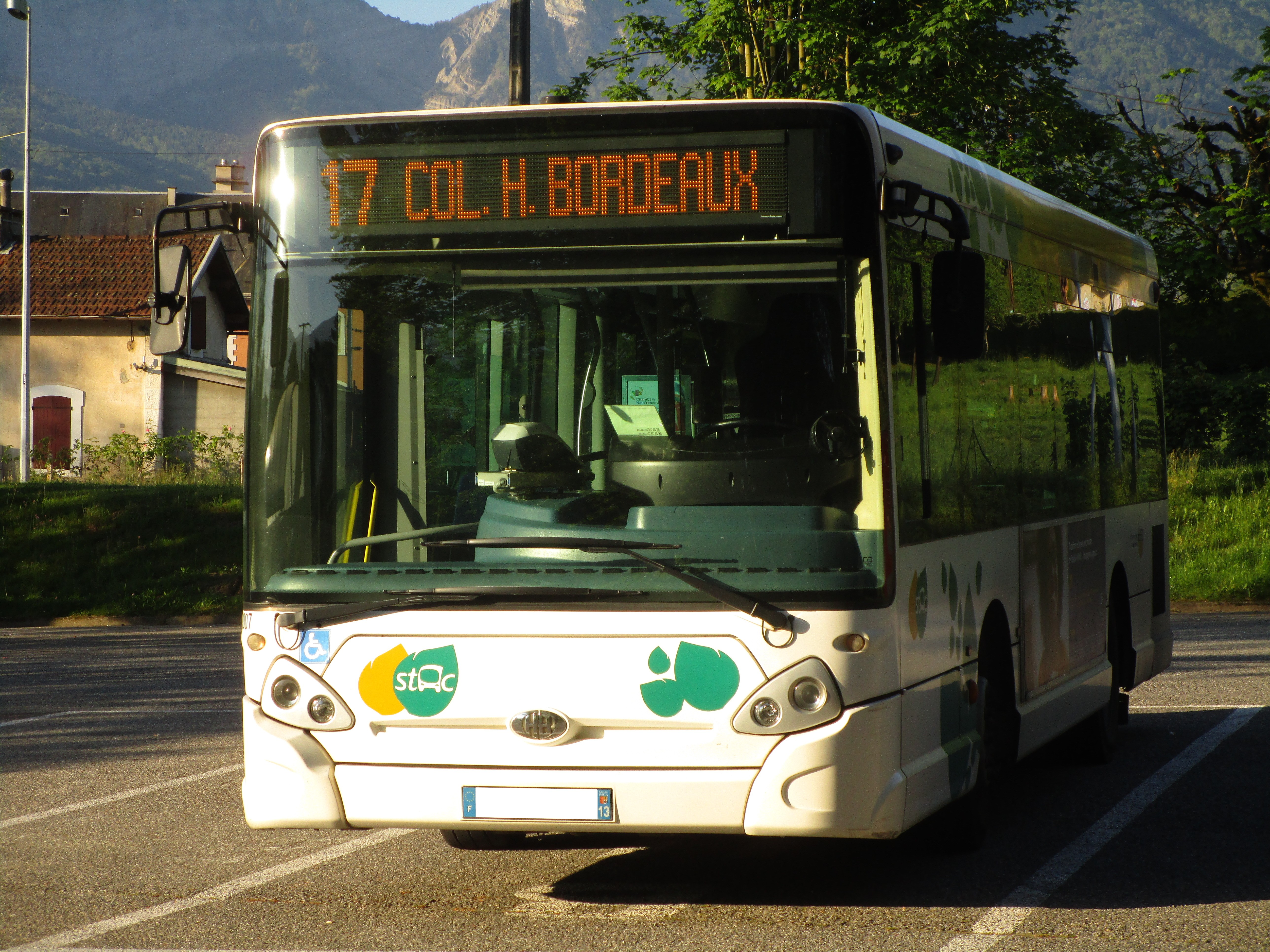
Un bus circulant sur la ligne 17 du réseau STAC, ici à Cognin, en mai 2017.

Le territoire communal est desservi par une ligne du réseau de Synchro bus. Il s’agit de la ligne  17 , qui dispose de son terminus dans la commune après y être entré par le sud-est. Elle relie Vimines au collège Henry Bordeaux, situé à Cognin, et dessert dix arrêts sur le territoire vimenais ("Monzin",“Stade Vimines”, “Le Thêt”, “Plantées Dessus”, “Le Château”, “Vimines Chef-Lieu”, “Pierre Baisse”, “Jovinal”, “Les Perriers”, “Montée Vimines”, "Vichet" et “Autrain”).
En heures creuses, cette ligne est assurée en Transport à la demande, ce qui permet, en réservant son trajet jusqu’à deux heures avant l’heure souhaitée, d’être récupéré par un véhicule Synchro bus et déposé à l’arrêt Forgerie (à Cognin), d’où la ligne D assure des départs vers le centre-ville de Chambéry.
Le dimanche et les jours fériés, aucun bus ne circule dans la commune.

#### Transport aérien
L'aéroport le plus proche de Vimines est l'aéroport de Chambéry - Savoie situé à une dizaine de kilomètres plus au nord près du Bourget-du-Lac. Un aérodrome, l'aérodrome de Chambéry - Challes-les-Eaux est également situé à Challes-les-Eaux à une dizaine de kilomètres plus au sud.

## Urbanisme

### Typologie
Au 1er janvier 2024, Vimines est catégorisée ceinture urbaine, selon la nouvelle grille communale de densité à sept niveaux définie par l'Insee en 2022.
Elle appartient à l'unité urbaine de Chambéry, une agglomération intra-départementale regroupant 35  communes, dont elle est une commune de la banlieue,,. Par ailleurs la commune fait partie de l'aire d'attraction de Chambéry, dont elle est une commune de la couronne,. Cette aire, qui regroupe 115 communes, est catégorisée dans les aires de 200 000 à moins de 700 000 habitants,.

### Occupation des sols
L'occupation des sols de la commune, telle qu'elle ressort de la base de données européenne d’occupation biophysique des sols Corine Land Cover (CLC), est marquée par l'importance des territoires agricoles (54,9 % en 2018), une proportion sensiblement équivalente à celle de 1990 (54,6 %). La répartition détaillée en 2018 est la suivante : 
forêts (45,1 %), zones agricoles hétérogènes (29 %), prairies (25,9 %).
L'IGN met par ailleurs à disposition un outil en ligne permettant de comparer l’évolution dans le temps de l’occupation des sols de la commune (ou de territoires à des échelles différentes). Plusieurs époques sont accessibles sous forme de cartes ou photos aériennes : la carte de Cassini (XVIIIe siècle), la carte d'état-major (1820-1866) et la période actuelle (1950 à aujourd'hui).

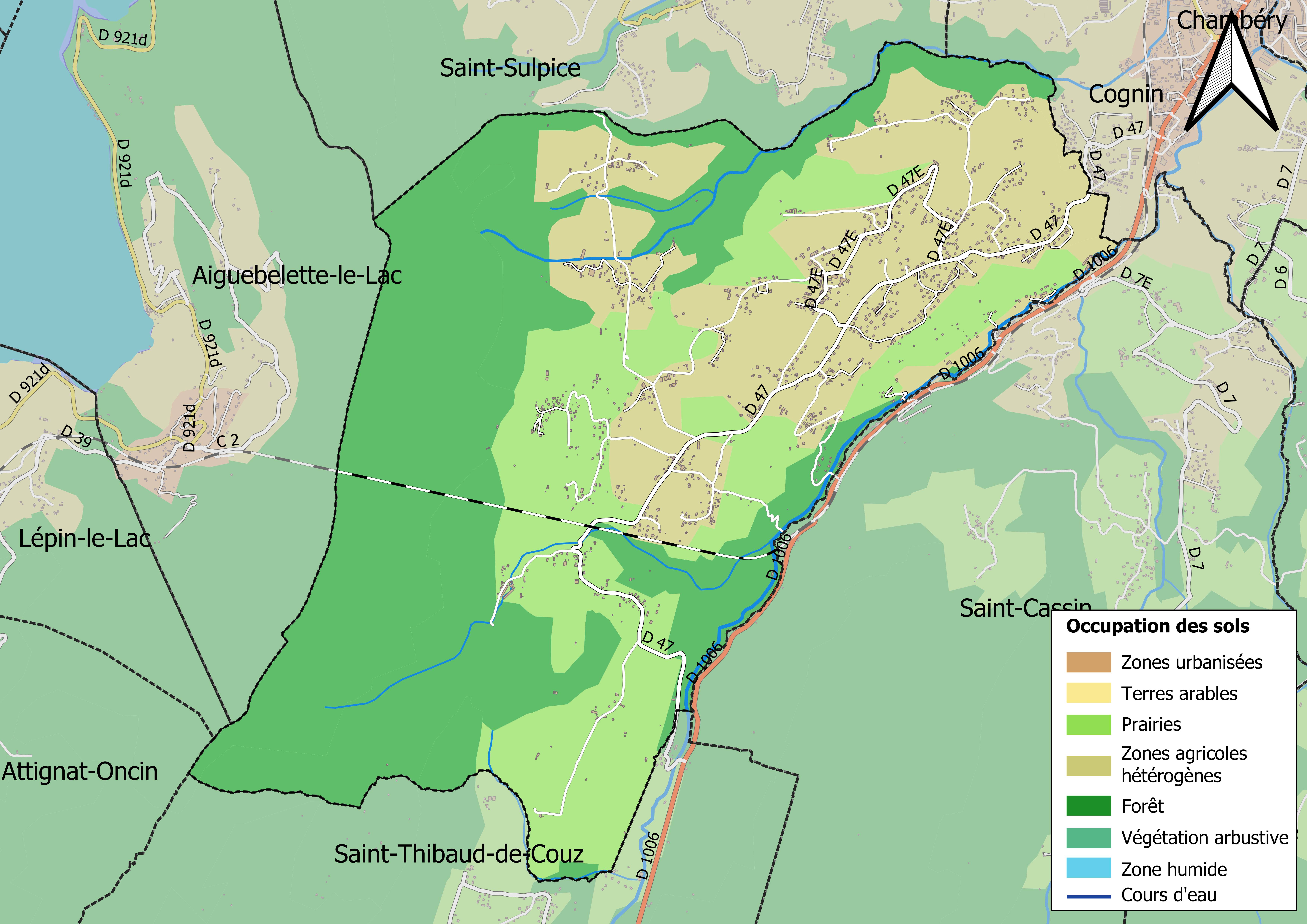
Carte des infrastructures et de l'occupation des sols en 2018 (CLC) de la commune.
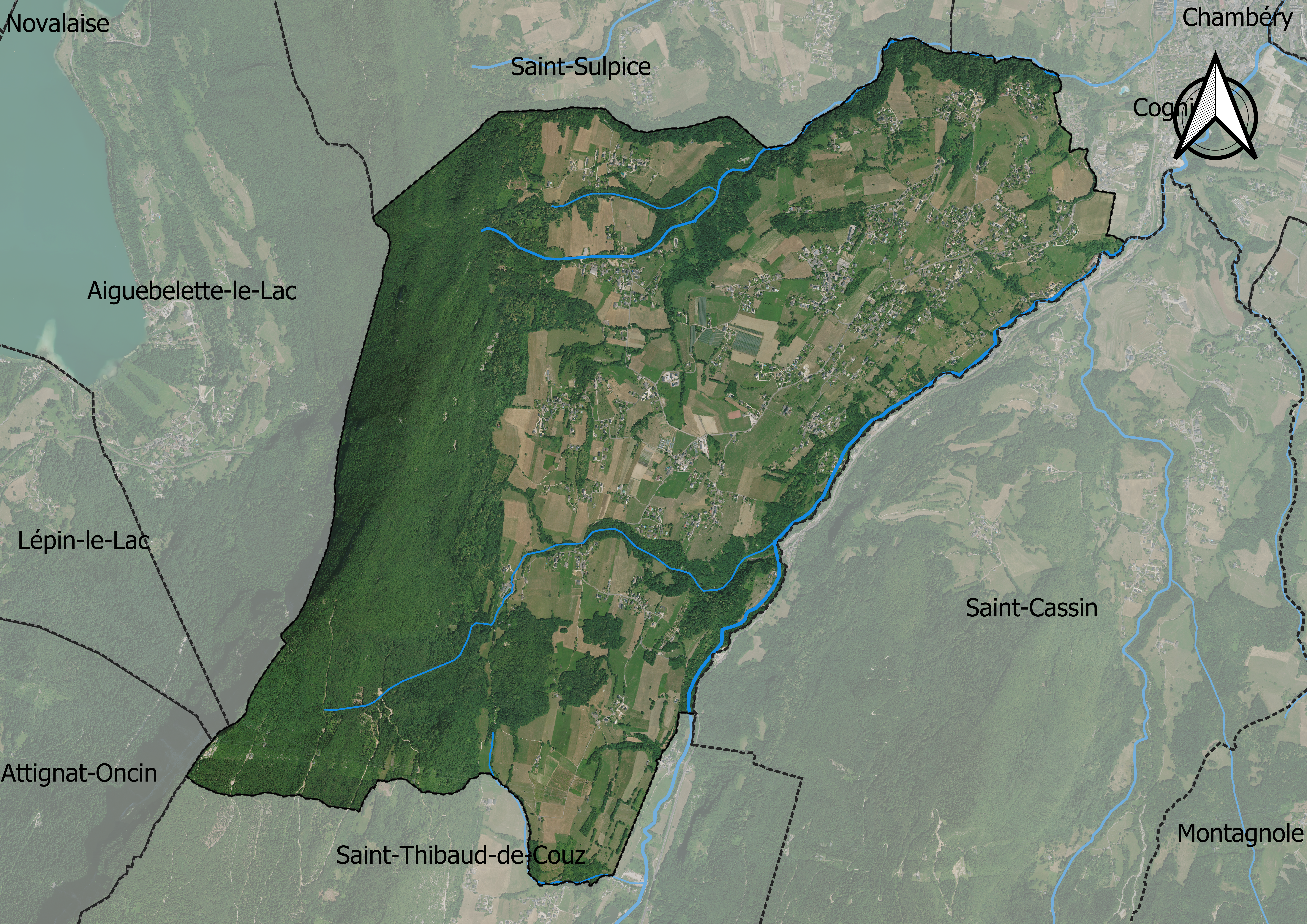
Carte orthophotogrammétrique de la commune.

## Toponymie
Les formes anciennes pour Vimines sont Viminis ou Vimenis,. On trouve ainsi dans les actes Ecclesia de Vimenis (vers 1100, dans les cartulaires de l'église Cathédrale de Grenoble), de Viminis (1199), Parochia de Vimenis, Curatus de Vimenes, Ecclesia de Vimenis (1340), Ecclesia de Vimenes (1356), Curatus Vimenarum (1414), Vimines (1546) ou encore Vimène (1573). Le chanoine Gros souligne que le toponyme est toujours au pluriel dans les anciens textes.
L'origine du toponyme est le mot latin Vimen qui désigne l'osier, et qui donné localement vimina, soit l'oseraie, là où il y a beaucoup d'osiers,,.
Certains auteurs ont pu voir dans le toponyme la perpétuation de la qualification de voie mineure (via minor) d'un chemin passant par ce territoire. L'abbé Ducis, dans son Mémoire sur les voies romaines de la Savoie (1861), précise « Quelle que soit la valeur très contestable de cette étymologie ». L'abbé Gros n'aborde pas cette hypothèse. Plus récemment cependant, Bernard Kaminski (2017), érudit local, indique dans un article que la Via Minime, en note, « a donné son nom au village éponyme ».
En francoprovençal, le nom de la commune s'écrit Vemene, selon la graphie de Conflans.

## Histoire
Parmi les nombreuses théories sur le passage des Alpes par Hannibal en 218 av. J.-C., Aimé Bocquet, tenant du franchissement par le col du Petit-Saint-Bernard, fait passer l'armée d'Hannibal par le défilé de Vimines-Saint Cassin, et y situe le premier combat contre des Gaulois.
Les chevaux et les éléphants eurent de grosses difficultés comme le souligne Polybe : « Le passage était, en effet, non seulement étroit et rocailleux, mais encore escarpé. » Les Gaulois du bassin de Chambéry et de l'oppidum de Saint-Saturnin auraient profité du désordre pour piller la colonne. Hannibal les combattit puis les détruisit dans la plaine. Cela lui permit selon Polybe de mettre la main sur des vivres et du bétail qui assurèrent deux à trois jours de ravitaillement mais l'armée dut se reposer un jour entier pour récupérer ses forces.
Une église est mentionnée dès le XIIe siècle, dédiée à l'Assomption de la Vierge. L'église actuelle a été reconstruite à proximité en 1873.
Cette commune est essentiellement agricole ; culture des céréales et de la vigne, puis élevage de bovins. Au début du XXe siècle, meuniers et carrière ferment. Ces carrières dont était extrait du marbre à coloration rouge et jaune, semblaient exploitées depuis l'Antiquité, et avaient fourni les pierres de la façade de l'hôtel de ville de Lyon.

## Politique et administration

### Administration municipale
Le conseil municipal de Vimines se compose du maire, de cinq adjoints et de 13 conseillers municipaux.
Voici ci-dessous le partage des sièges au sein du conseil municipal :

### Tendances politiques et résultats
|                                 | 1er score | 1er score                             | 2e score | 2e score                                | Participation |
| Élections européennes de 2014   |           | 24,10 % pour Renaud Muselier (UMP)    |          | 19,97 % pour Jean-Marie Le Pen (FN)     | 47,59 %       |
| Élections municipales de 2014   |           | 100,00 % pour Lionel Mithieux (SE)    |          | -                                       | 55,83 %       |
| Élections législatives de 2012  |           | 51,16 % pour Bernadette Laclais (PS)  |          | 48,84 % pour Christiane Brunet (DVD)    | 58,39 %       |
| Élection présidentielle de 2012 |           | 56,31 % pour Nicolas Sarkozy (UMP)    |          | 43,69 % pour François Hollande (PS)     | 87,10 %       |
| Élections régionales de 2010    |           | 51,85 % pour Jean-Jack Queyranne (PS) |          | 36,40 % pour Françoise Grossetête (UMP) | 57,22 %       |
| Élections cantonales de 2008    |           | 62,02 % pour Lionel Mithieux (MoDem)  |          | 37,98 % pour Paul Chevallier (PS)       | 63,58 %       |

### Liste des maires
| Période                                  | Période                    | Identité               | Étiquette               | Qualité |
| ---------------------------------------- | -------------------------- | ---------------------- | ----------------------- | --- |
| avril 1900                               | mai 1904                   | Claude Perrier         |                         | |
| mai 1904                                 | avril 1905                 | Antoine Mithieux       |                         | Minotier |
| avril 1905                               | juin 1906                  | Pierre Berlioz         |                         | |
| juin 1906                                | mai 1908                   | Antoine Mithieux       |                         | Minotier |
| mai 1908                                 | août 1914                  | Pierre Curtet          |                         | |
| août 1914                                | novembre 1915              | Auguste Berlioz        |                         | |
| novembre 1915                            | février 1919               | Jules Perrier          |                         | |
| février 1919                             | mai 1925                   | Pierre Curtet          |                         | |
| mai 1925                                 | mai 1929                   | Antoine Mithieux       |                         | Minotier |
| mai 1929                                 | mai 1935                   | Pierre Curtet          |                         | |
| Les données manquantes sont à compléter. |                            |                        |                         | |
| octobre 1944                             | 1953                       | François Perrier       |                         | |
| mars 1957                                | mars 1959                  | Jean Reboton           |                         | |
| mars 1959                                | mars 1971                  | Pierre Bisillat-Donnet |                         | |
| mars 1971                                | mars 1983                  | André Mithieux         | UDF-PR                  | |
| mars 1983                                | juin 1995                  | François Cometto       | PS                      | |
| juin 1995                                | mars 2001                  | Louis Eynard-Machet    | RPR                     | |
| mars 2001                                | mars 2020                  | Lionel Mithieux        | UDF puis MoDem puis UDI | Technicien Conseiller général du canton de Cognin (2008 → 2015) Conseiller départemental du canton de Chambéry-3 (2015 → ) Vice-président du conseil départemental (2015 → ) Vice-président de Chambéry métropole Conseiller municipal à Cognin (2020 → ) |
| mars 2020                                | En cours (au 30 juin 2020) | Corine Wolff           | DVD                     | Architecte urbaniste, ancienne adjointe Conseillère départementale du canton du Pont-de-Beauvoisin (2015 → ) |
| Les données manquantes sont à compléter. |                            |                        |                         | |

## Population et société

### Démographie
Les habitants sont appelés les Vimenaises et les Vimenais,.

L'évolution du nombre d'habitants est connue à travers les recensements de la population effectués dans la commune depuis 1793. Pour les communes de moins de 10 000 habitants, une enquête de recensement portant sur toute la population est réalisée tous les cinq ans, les populations de référence des années intermédiaires étant quant à elles estimées par interpolation ou extrapolation. Pour la commune, le premier recensement exhaustif entrant dans le cadre du nouveau dispositif a été réalisé en 2008.

En 2022, la commune comptait 2 304 habitants, en évolution de +15,43 % par rapport à 2016 (Savoie : +3,63 %, France hors Mayotte : +2,11 %).
| 1793 | 1800  | 1806  | 1822  | 1838  | 1848  | 1858  | 1861  | 1866  |
| ---- | ----- | ----- | ----- | ----- | ----- | ----- | ----- | ----- |
| 955  | 1 125 | 1 136 | 1 400 | 1 358 | 1 341 | 1 206 | 1 209 | 1 186 |

| 1872  | 1876  | 1881  | 1886  | 1891  | 1896 | 1901 | 1906 | 1911 |
| ----- | ----- | ----- | ----- | ----- | ---- | ---- | ---- | ---- |
| 1 159 | 1 150 | 1 090 | 1 021 | 1 004 | 907  | 914  | 850  | 778  |

| 1921 | 1926 | 1931 | 1936 | 1946 | 1954 | 1962 | 1968 | 1975 |
| ---- | ---- | ---- | ---- | ---- | ---- | ---- | ---- | ---- |
| 655  | 670  | 689  | 726  | 700  | 649  | 681  | 640  | 862  |

| 1982  | 1990  | 1999  | 2006  | 2008  | 2013  | 2018  | 2022  | - |
| ----- | ----- | ----- | ----- | ----- | ----- | ----- | ----- | - |
| 1 171 | 1 351 | 1 496 | 1 634 | 1 675 | 1 884 | 2 059 | 2 304 | - |

### Enseignement
La commune est rattachée à l'académie de Grenoble.

## Économie
Le commune fait partie de l'aire géographique de production et transformation du « Bois de Chartreuse », la première AOC de la filière Bois en France,.

## Culture locale et patrimoine

### Patrimoine naturel
La commune fait partie du parc naturel régional de Chartreuse.

### Festivités
- Bal du 15 août
- Fête de la Pressée de pommes
- Fête du pain
- Feu de la Saint Jean

### Personnalités liées à la commune
Ségolène Malleret (1921-1987), résistante et femme politique française, y est enterrée.